# 小行星5803
小行星5803（英語：5803 Otzi）是一颗围绕太阳公转的小行星。1984年7月21日，安東寧·姆爾科斯在克列特发现了此天体。
这颗小行星的绝对星等为208.1329492093908等。